# 洛杉磯公羊
洛杉磯公羊是一支位於加利福尼亞州英格爾伍德的職業美式足球球隊。球隊在國家美式足球聯盟中是國家美式足球聯會的西区其中一支球隊。球隊擁有兩個NFL冠軍以及兩個超級盃冠軍。
球隊最初的名字為克里夫蘭公羊，球隊於1946年搬遷到洛杉磯，並改名為洛杉磯公羊。雖然球隊於1980年搬遷到加州的安那翰，但仍然保留洛杉磯公羊的名字，直到1994年球隊搬遷到聖路易斯。於2016年又再度搬回洛杉磯。
2018年，球隊市值為30億美元，在世界前50名球隊中並列第14名，同時在NFL的排名為第6。

## 球隊歷史
球隊最早的前身是聖路易槍手隊（St. Louis Gunners）；1935年，一群熱情的人在聖路易市籌措資金成立槍手隊。隔年，即1936年，球隊遷移至克里夫蘭市，並且更名為克里夫蘭公羊隊（Cleveland Rams），加入了美國聯會，隔年又轉到國家聯會；1943年賽季因二次大戰的關係，故該季無出賽的記錄；1945年擊敗華盛頓紅人，獲得第一座NFL冠軍；1946年，搬遷至洛杉磯，再次更名為洛杉磯公羊隊（Los Angeles Rams）；1951年，公羊隊擊敗美國聯會的克里夫蘭布朗隊，取得第2個NFL冠軍；但之後戰力開始下滑，1956年~1966年間連續11年皆未打進過季後賽。

### 1970年-1989年
1970年代開始，公羊隊開始復甦，並從1973年~1979年內連續7年獲得分區冠軍，甚至在1979年殺入超級碗，可惜敗給匹茲堡鋼人；1980年代開始，同區的舊金山四九人開始了他們的黃金王朝，即使如此，公羊隊仍有實力闖進季後賽，同時也拜NFL合併之後所實施的外卡制度(1970年起開始4隊，1978年起擴至5隊，1990年起擴至6隊到至今)，在1980年~1989年間，7次打進季後賽，有6次就以外卡身分進入，可惜總是功虧一簣，未能再次晉級超級碗。

### 1990年-1999年
1990年代，可說是公羊隊自1956年~1966年以來最痛苦的時期，因為大多數的賽季都是勝率未過半，1990年~1998年內連續9年未晉級季後賽，其中8年敗場數超過10場；1995年，公羊隊再次搬回他們的創始之地-聖路易市，改名聖路易公羊（St. Louis Rams）；1999年球季開打前，他們新簽下的先發四分衛在季前賽受傷，二號則在更早之前已經受傷，主教練只能宣布由隊上的3號替補四分衛擔任首發擔任；首發的這位替補，曾是落選新秀，有近4年的時間沒在職業級別的聯盟中打球過，他的名字叫做库尔特·华纳，正當球迷再次深感絕望時，常規賽的第一周華納就傳出3個達陣，精湛球技和行雲流水的精準快攻，就像把公羊隊所有以前按錯的開關一次扳正一樣，公羊隊變成了超級強隊，在華納的帶領下，公羊隊在第三十四屆超級盃擊敗田納西泰坦，拿下隊史首座的超級盃冠軍，而四分衛華納的精彩表現，也讓他拿下第三十四屆超級盃的最有價值球員（MVP）。

### 2000年-至今
進入千禧年之後，在2000年~2004年的5年間，除2002年狀況不佳僅以7勝作收外，其他球季的勝率皆過半，並打進季後賽，同時在2001年再次殺入第三十六屆超級盃，惜敗給新英格蘭愛國者，無緣再次拿下超級盃冠軍；然而，榮耀過後，卻是黑暗的降臨，2003年球季結束，球隊因為考量華納的年紀與舊傷，將他釋出。釋出華納以後，進攻能力大幅下降；2003年起，同區的西雅圖海鷹強勢崛起（2002年起32隊重新編組開始到至今，15年內11次進軍季後賽，8次分組冠軍，3次聯會冠軍，1次超級碗），而公羊隊也從2005年~2016年的球季結束到現在，已連續12年未晉級季後賽（其中7個賽季敗場數至少10場以上，僅2006年以5成勝率結束球季），這也打破隊史最長的紀錄（1956年~1966年連續11年未進入季後賽）；而2009年球季，公羊隊更創下隊史最差的單季戰績，1勝15負（勝率0.063），也打破了1962年的單季最差戰績記錄（1勝12負1和，勝率0.071）；現在，公羊隊希望在2016年選上的狀元郎四分衛賈里德·高夫，能再次帶領公羊隊重返榮耀；而公羊隊在2017年新賽季換了新教練之後才有了突破性的成長，進攻組和防守組都有穩定的表現，在常規賽第15週作客大勝西雅圖海鷹之後，繼2004年賽季之後，再次確定了季後賽席位，結束了長達12年的季後賽乾旱期；常規賽第16週作客擊敗了田納西泰坦，繼2003年之後，相隔14年再次拿下分區第一。

## 歷年戰績
由1937年開始作統計
| 赛季                | 胜  | 负  | 平                       | 常规赛季                 | 季后赛 |
| ------------------- | --- | --- | ------------------------ | ------------------------ | --- |
| 克里夫蘭公羊（NFL） |     |     |                          |                          | |
| 1937                | 1   | 10  | 0                        | NFL西區第五              | -- |
| 1938                | 4   | 7   | 0                        | NFL西區第四              | -- |
| 1939                | 5   | 5   | 1                        | NFL西區第四              | -- |
| 1940                | 4   | 6   | 1                        | NFL西區第四              | -- |
| 1941                | 2   | 9   | 0                        | NFL西區第五              | -- |
| 1942                | 5   | 6   | 0                        | NFL西區第三              | -- |
| 1943                | -   | -   | -                        | -----------              | 因二次大戰關係故未參與（常規賽及季後賽皆是） |
| 1944                | 4   | 6   | 0                        | NFL西區第四              | -- |
| 1945                | 9   | 1   | 0                        | NFL西區第一              | 贏得NFL冠軍（以15-14擊敗華盛頓紅人） |
| 洛杉磯公羊          |     |     |                          |                          | |
| 1946                | 6   | 4   | 1                        | NFL西區第二              | -- |
| 1947                | 6   | 6   | 0                        | NFL西區第四              | -- |
| 1948                | 6   | 5   | 1                        | NFL西區第三              | -- |
| 1949                | 8   | 2   | 2                        | NFL西區第一              | NFL冠軍賽以0-14敗給費城老鷹 |
| 1950                | 9   | 3   | 0                        | NFL國聯第一（並列）      | 分區季後賽以24-14擊敗芝加哥熊 NFL冠軍賽以28-30敗給克里夫蘭布朗                                                                                          |
| 1951                | 8   | 4   | 0                        | NFL國聯第一              | 贏得NFL冠軍（以24-17擊敗克里夫蘭布朗） |
| 1952                | 9   | 3   | 0                        | NFL國聯第一（並列）      | 分區季後賽以21-31敗給底特律雄獅 |
| 1953                | 8   | 3   | 1                        | NFL西區第三              | -- |
| 1954                | 6   | 5   | 1                        | NFL西區第四              | -- |
| 1955                | 8   | 3   | 1                        | NFL西區第一              | NFL冠軍賽以14-38敗給克里夫蘭布朗 |
| 1956                | 4   | 8   | 0                        | NFL西區第五（並列）      | -- |
| 1957                | 6   | 6   | 0                        | NFL西區第四              | -- |
| 1958                | 8   | 4   | 0                        | NFL西區第二（並列）      | -- |
| 1959                | 2   | 10  | 0                        | NFL西區第六              | -- |
| 1960                | 4   | 7   | 1                        | NFL西區第六              | -- |
| 1961                | 4   | 10  | 0                        | NFL西區第六              | -- |
| 1962                | 1   | 12  | 1                        | NFL西區第七              | -- |
| 1963                | 5   | 9   | 0                        | NFL西區第六              | -- |
| 1964                | 5   | 7   | 2                        | NFL西區第五              | -- |
| 1965                | 4   | 10  | 0                        | NFL西區第七              | -- |
| 超級盃時代          |     |     |                          |                          | |
| 1966                | 8   | 6   | 0                        | NFL西區第三              | -- |
| 1967                | 11  | 1   | 2                        | NFL海岸區第一            | 分區季後賽以7-28敗給綠灣包裝工 |
| 1968                | 10  | 3   | 1                        | NFL海岸區第二            | -- |
| 1969                | 11  | 3   | 0                        | NFL海岸區第一            | 分區季後賽以20-23敗給明尼蘇達維京人 |
| 大聯盟合併          |     |     |                          |                          | |
| 1970                | 9   | 4   | 1                        | 國聯西區第二             | -- |
| 1971                | 8   | 5   | 1                        | 國聯西區第二             | -- |
| 1972                | 6   | 7   | 1                        | 國聯西區第三             | -- |
| 1973                | 12  | 2   | 0                        | 國聯西區第一             | 分區季後賽以16-27敗給達拉斯牛仔 |
| 1974                | 10  | 4   | 0                        | 國聯西區第一             | 分區季後賽以19-10擊敗華盛頓紅人 國聯冠軍賽以10-14敗給明尼蘇達維京人                                                                                     |
| 1975                | 12  | 2   | 0                        | 國聯西區第一             | 分區季後賽以35-23擊敗亞利桑那紅雀 國聯冠軍賽以7-37敗給達拉斯牛仔                                                                                        |
| 1976                | 10  | 3   | 1                        | 國聯西區第一             | 分區季後賽以14-12擊敗達拉斯牛仔 國聯冠軍賽以13-24敗給明尼蘇達維京人                                                                                     |
| 1977                | 10  | 4   | 0                        | 國聯西區第一             | 分區季後賽以7-14敗給明尼蘇達維京人 |
| 1978                | 12  | 4   | 0                        | 國聯西區第一             | 分區季後賽以34-10擊敗明尼蘇達維京人 國聯冠軍賽以0-28敗給達拉斯牛仔                                                                                      |
| 1979                | 9   | 7   | 0                        | 國聯西區第一             | 分區季後賽以21-19擊敗達拉斯牛仔 國聯冠軍賽以9-0擊敗坦帕灣海盜 第十四屆超級碗以19-31敗給匹茲堡鋼人                                                       |
| 1980                | 11  | 5   | 0                        | 國聯西區第二             | 外卡季後賽以13-34敗給達拉斯牛仔 |
| 1981                | 6   | 10  | 0                        | 國聯西區第三             | -- |
| 1982                | 2   | 7   | 0                        | 國聯第十四+              | -- |
| 1983                | 9   | 7   | 0                        | 國聯西區第二             | 外卡季後賽以24-17擊敗達拉斯牛仔 分區季後賽以7-51敗給華盛頓紅人                                                                                          |
| 1984                | 10  | 6   | 0                        | 國聯西區第二             | 外卡季後賽以13-16敗給紐約巨人 |
| 1985                | 11  | 5   | 0                        | 國聯西區第一             | 分區季後賽以20-0擊敗達拉斯牛仔 國聯冠軍賽以0-24敗給芝加哥熊                                                                                             |
| 1986                | 10  | 6   | 0                        | 國聯西區第二             | 外卡季後賽以7-19敗給華盛頓紅人 |
| 1987                | 6   | 9   | 0                        | 國聯西區第三             | - |
| 1988                | 10  | 6   | 0                        | 國聯西區第二             | 外卡季後賽以17-28敗給明尼蘇達維京人 |
| 1989                | 11  | 5   | 0                        | 國聯西區第二             | 外卡季後賽以19-7擊敗費城老鷹 分區季後賽以19-13擊敗紐約巨人 國聯冠軍賽以3-30敗給舊金山四九人                                                             |
| 1990                | 5   | 11  | 0                        | 國聯西區第三             | -- |
| 1991                | 3   | 13  | 0                        | 國聯西區第四             | -- |
| 1992                | 6   | 10  | 0                        | 國聯西區第四             | -- |
| 1993                | 5   | 11  | 0                        | 國聯西區第四             | -- |
| 1994                | 4   | 12  | 0                        | 國聯西區第四             | -- |
| 聖路易公羊          |     |     |                          |                          | |
| 1995                | 7   | 9   | 0                        | 國聯西區第三             | -- |
| 1996                | 6   | 10  | 0                        | 國聯西區第三             | -- |
| 1997                | 5   | 11  | 0                        | 國聯西區第五             | -- |
| 1998                | 4   | 12  | 0                        | 國聯西區第五             | -- |
| 1999                | 13  | 3   | 0                        | 國聯西區第一             | 分區季後賽以49-37擊敗明尼蘇達維京人 國聯冠軍賽以11-6擊敗坦帕灣海盜 贏得第三十四屆超級盃（以23-16擊敗田納西泰坦）                                        |
| 2000                | 10  | 6   | 0                        | 國聯西區第二             | 外卡季後賽以28-31敗給紐奧良聖徒 |
| 2001                | 14  | 2   | 0                        | 國聯西區第一             | 分區季後賽以45-17擊敗綠灣包裝工 國聯冠軍賽以29-24擊敗費城老鷹 第三十六屆超級盃以17-20敗給新英格蘭愛國者                                                 |
| 2002                | 7   | 9   | 0                        | 國聯西區第二             | -- |
| 2003                | 12  | 4   | 0                        | 國聯西區第一             | 分區季後賽以23-29敗給卡羅萊納黑豹（2次加時） |
| 2004                | 8   | 8   | 0                        | 國聯西區第二             | 外卡季後賽以27-20擊敗西雅圖海鷹 分區季後賽以17-47敗給亞特蘭大獵鷹                                                                                       |
| 2005                | 6   | 10  | 0                        | 國聯西區第二             | -- |
| 2006                | 8   | 8   | 0                        | 國聯西區第二             | -- |
| 2007                | 3   | 13  | 0                        | 國聯西區第四             | -- |
| 2008                | 2   | 14  | 0                        | 國聯西區第四             | -- |
| 2009                | 1   | 15  | 0                        | 國聯西區第四             | -- |
| 2010                | 7   | 9   | 0                        | 國聯西區第二             | -- |
| 2011                | 2   | 14  | 0                        | 國聯西區第四             | -- |
| 2012                | 7   | 8   | 1                        | 國聯西區第三             | -- |
| 2013                | 7   | 9   | 0                        | 國聯西區第四             | -- |
| 2014                | 6   | 10  | 0                        | 國聯西區第四             | -- |
| 2015                | 7   | 9   | 0                        | 國聯西區第三             | -- |
| 洛杉磯公羊          |     |     |                          |                          | |
| 2016                | 4   | 12  | 0                        | 國聯西區第四             | -- |
| 2017                | 11  | 5   | 0                        | 國聯西區第一             | 外卡季後賽以13-26敗給亞特蘭大獵鷹 |
| 2018                | 13  | 3   | 0                        | 國聯西區第一             | 分區季後賽以30-22擊敗達拉斯牛仔 國聯冠軍賽以26-23擊敗新奧尔良圣徒（1次加時） 第五十三屆超級盃以3-13敗給新英格蘭愛國者                                   |
| 2019                | 9   | 7   | 0                        | 國聯西區第三             | -- |
| 2020                | 10  | 6   | 0                        | 國聯西區第二             | 外卡季後賽以30-20擊敗西雅圖海鷹 分區季後賽以18-32敗給綠灣包裝工                                                                                         |
| 2021                | 12  | 5   | 0                        | 國聯西區第一             | 外卡季後賽以34-11擊敗亞利桑那紅雀 分區季後賽以30-27擊敗坦帕灣海盜 國聯冠軍賽以20-17擊敗舊金山四九人 贏得第五十六屆超級盃（以23-20擊敗辛辛那提孟加拉虎） |
| 2022                | 5   | 12  | 0                        | 國聯西區第三             | -- |
| 2023                | 10  | 7   | 0                        | 國聯西區第二             | 外卡季後賽以23-24敗給底特律雄獅 |
| 2024                | 10  | 7   | 0                        | 國聯西區第一             | 外卡季後賽以27-9擊敗明尼蘇達維京人 分區季後賽以22-28敗給費城老鷹                                                                                        |
| 所有比賽            | 624 | 606 | 21                       | （所有常規賽）           | （所有常規賽） |
| 27                  | 29  | 0   | （所有季後賽）           | （所有季後賽）           | |
| 651                 | 635 | 21  | （所有比賽，包括季後賽） | （所有比賽，包括季後賽） | |

+ : 因為球員罷工的關係，使球季縮短，在同分區的所有球隊以名次作出季後賽資格。

## 主教練
- Hugo Bezdek：1937年 - 1938年 （1勝13負）◎
- Art Lewis：1938年 （4勝4負）
- Earl (Dutch) Clark：1939年 - 1942年 （16勝26負2和）
- Aldo (Buff) Donelli：1944年 （4勝6負）
- Adam Walsh：1945年 - 1946年 （總戰績16勝5負1和；常規賽15勝5負1和，季後賽1勝0負，一次NFL冠軍）
- Bob Snyder：1947年 （6勝6負）
- Clark Shaughnessy：1948年 - 1949年 （總戰績14勝8負3和；常規賽14勝7負3和，季後賽0勝1負）
- Joe Stydahar：1950年 - 1952年 （總戰績19勝9負；常規賽17勝8負，季後賽2勝1負，一次NFL冠軍）◎◎
- Hamp Pool：1952年 - 1954年 （總戰績23勝11負2和；常規賽23勝10負2和，季後賽0勝1負）
- Sid Gillman：1955年 - 1959年 （總戰績28勝32負1和；常規賽28勝31負1和，季後賽0勝1負）
- Bob Waterfield：1960年 - 1962年 （9勝24負1和）◎◎◎
- Harland Svare：1962年 - 1965年 （14勝31負1和）
- George Allen：1966年 - 1970年 （總戰績49勝19負4和；常規賽49勝17負4和，季後賽0勝2負）
- Tommy Prothro：1971年 - 1972年 （14勝12負2和）
- Chuck Knox：1973年 - 1977年，1992年 - 1994年 （總戰績72勝53負1和；常規賽69勝48負1和，季後賽3勝5負）
- Ray Malavasi：1978年 - 1982年 （總戰績43勝36負；常規賽40勝33負，季後賽3勝3負）
- John Robinson：1983年 - 1991年 （總戰績79勝74負；常規賽75勝68負，季後賽4勝6負）
- Rich Brooks：1995年 - 1996年 （13勝19負）
- Dick Vermeil：1997年 - 1999年 （總戰績25勝26負；常規賽22勝26負，季後賽3勝0負，一次超級碗冠軍）
- Mike Martz：2000年 - 2005年 （總戰績56勝36負；常規賽53勝32負，季後賽3勝4負）◎◎◎◎
- Joe Vitt：2005年 （4勝7負）
- Scott Linehan：2006年 - 2008年 （11勝25負）※
- Jim Haslett：2008年 （2勝10負）
- Steve Spagnuolo：2009年 - 2011年 （10勝38負）
- Jeff Fisher：2012年 - 2016年 （31勝45負1和）※※
- John Fassel：2016年 （0勝3負）
- Sean McVay：2017年 - 現今 （目前總戰績67勝41負；常規賽60勝38負，季後賽7勝3負，一次超級碗冠軍）

◎：第一任教練Hugo Bezdek在1938年賽季前3場輸球後遭球團解除總教練一職，由助理教練Art Lewis代理並帶至1938年球季結束。

◎◎：第八任教練Joe Stydahar在1952年賽季第1場比賽結束後因個人因素辭去總教練一職，由Hamp Pool直接接任總教練一職。

◎◎◎：第十一任教練Bob Waterfield在1962年賽季前8場戰績僅1勝7負後遭球團解除總教練一職，由Harland Svare直接接任總教練一職。

◎◎◎◎：第二十任教練Mike Martz在2005年賽季前5場執教完後（2勝3負）因個人因素辭去總教練一職，由助理教練Joe Vitt代理並帶至2005年球季結束。

※：第二十二任教練Scott Linehan在2008年賽季前4場輸球後遭球團解除總教練一職，由助理教練Jim Haslett代理並帶至2008年球季結束。

※※：第二十五任教練Jeff Fisher在2016年賽季前13場打完後（4勝9負）後遭球團解除總教練一職，由特勤组協調員John Fassel代理並帶至2016年球季結束。

## 退休號碼
- 7 Bob Waterfield （QB）（1945年-1952年）
- 28 Marshall Faulk （RB）（1999年-2005年）
- 29 Eric Dickerson （RB）（1983年-1987年）◎
- 74 Merlin Olsen （DT）（1962年-1976年）
- 75 Deacon Jones （DE）（1961年-1971年）
- 78 Jackie Slater （T，G）（1976年-1995年）
- 80 Isaac Bruce （WR）（1994年-2007年）
- 85 Jack Youngblood （DE）（1971年-1984年）

◎：於1987年季中被交易至印第安納波利斯小馬隊。

## 知名球星
- Aaron Donald （DE）（2014年-現今）
- Cooper Kupp （WR）（2017年-現今）

## 特殊紀錄
- 公羊自2005年到2016年球季結束已連續12年未打進季後賽，這是隊史最長的紀錄；同時在09年賽季的1勝15負，也同樣創下隊史最差的單季戰績；2017年常規賽第16週擊敗田納西泰坦，確定晉級後，才結束這項記錄。
- 舉行的球場在根據NFL會方在3年到5年前決定，球場會根據NFL所屬的球場決定，在這個情況下，球隊將會有機會會在自己的「主場」進行超級碗，而公羊隊在自己的主場參加第五十六屆超級盃，最後比賽結果公羊也順利獲勝，成為史上第二支同時在主場出賽並奪下超級盃的球隊。（前一支為第五十五屆超級盃的坦帕灣海盜）

## 外部連結
- 官方网站
- 洛杉磯公羊 （页面存档备份，存于）在國家美式足球聯盟官方網站